# The Ransom of Red Chief (película)
The Ransom of Red Chief es una película estadounidense de comedia y wéstern de 1998, dirigida por Bob Clark, escrita por Ed Naha y basada en el cuento de O. Henry, musicalizada por Irwin Fisch, en la fotografía estuvo Stephen M. Katz y los protagonistas son Christopher Lloyd, Michael Jeter y Alan Ruck, entre otros. El filme fue realizado por Hallmark Entertainment, se estrenó el 16 de agosto de 1998.

## Sinopsis
Dos vagabundos ingenian un plan para volverse ricos prontamente, quieren raptar al hijo de nueve años de un banquero local.